# Tinodes zelleri
Tinodes zelleri là một loài Trichoptera trong họ Psychomyiidae. Chúng phân bố ở miền Cổ bắc.